# Eupithecia concolor
Eupithecia concolor là một loài bướm đêm trong họ Geometridae.